# Roger Williamson

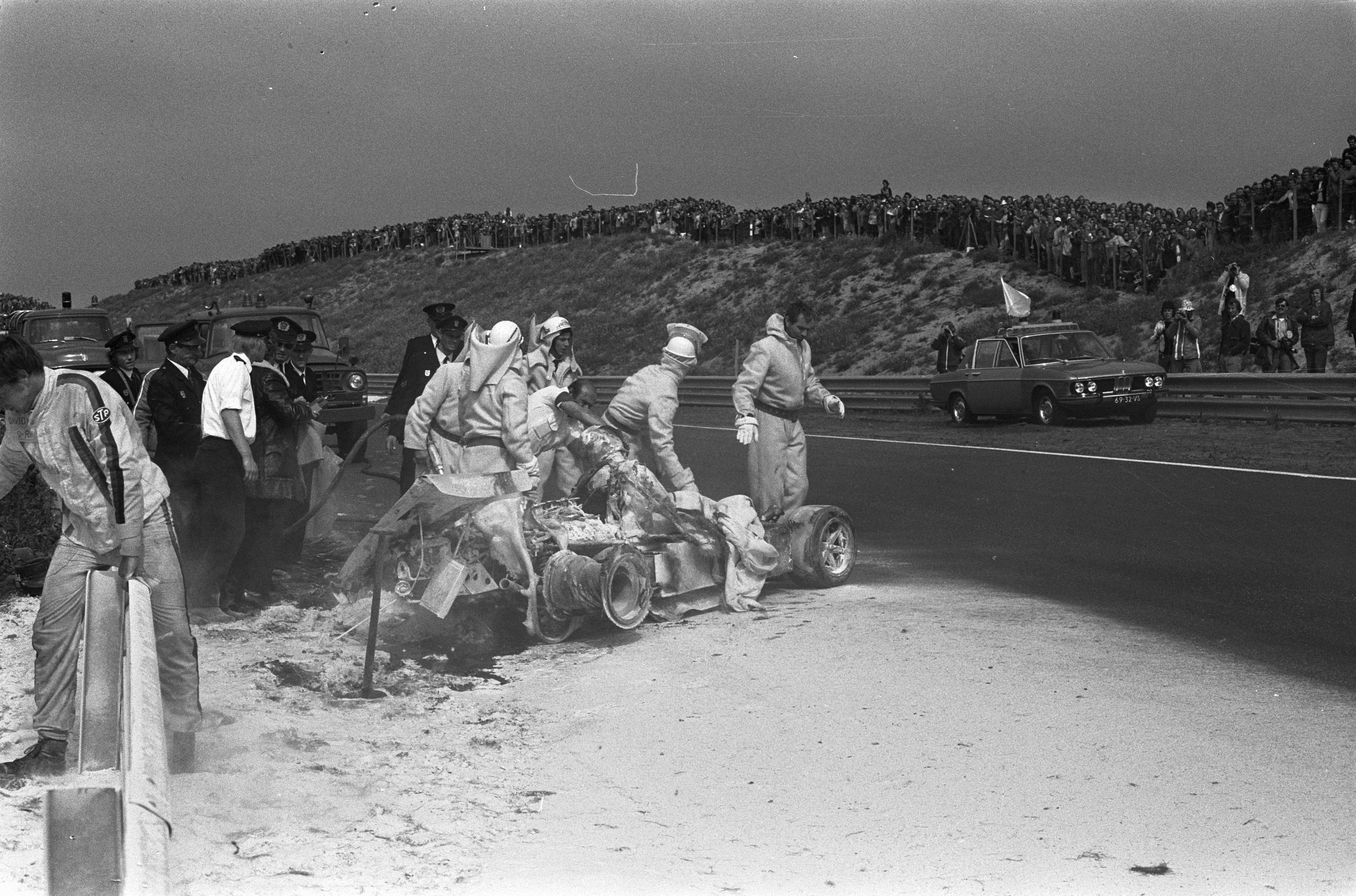
Restos del coche luego del accidente.

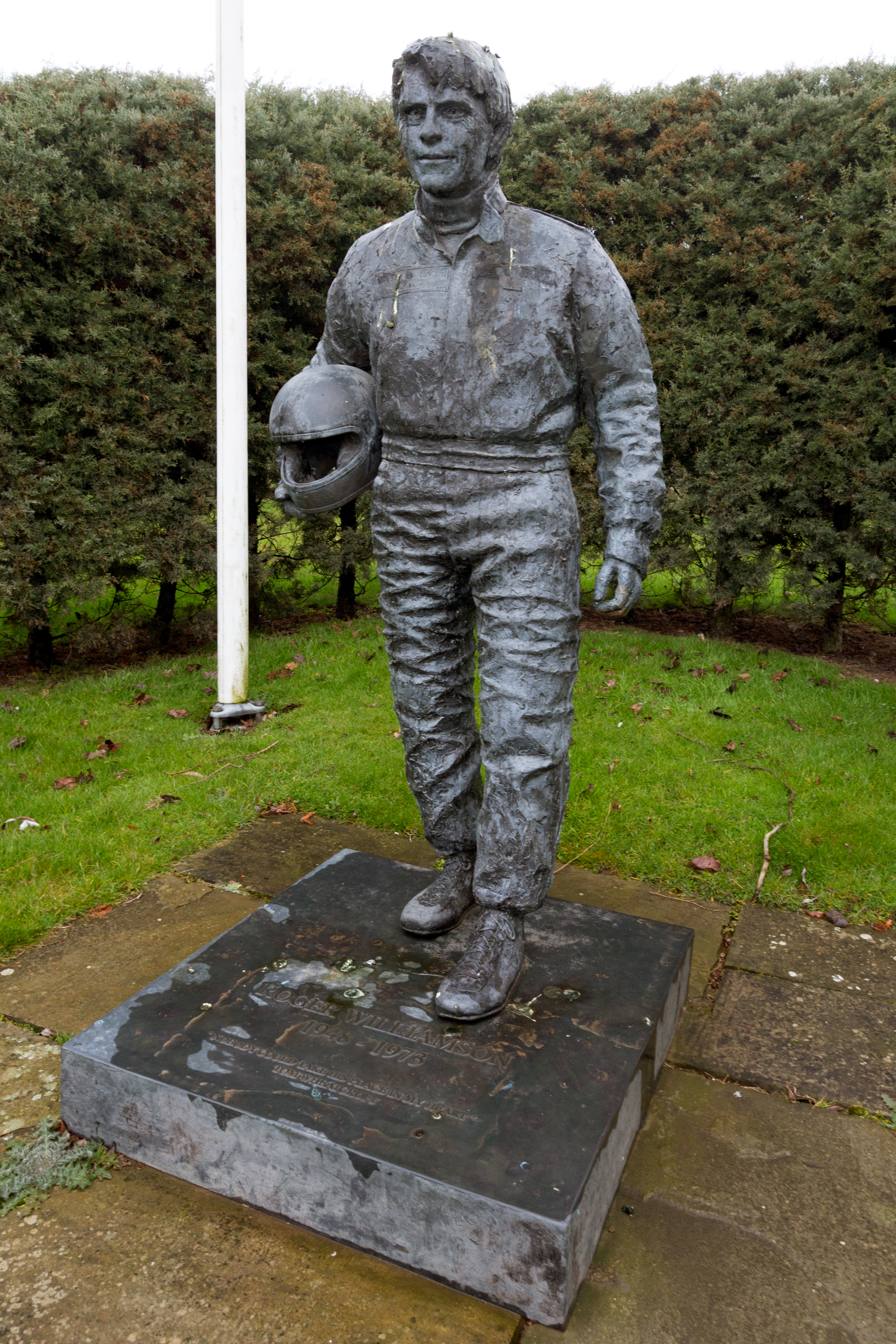
Estatua de Roger en Donington Park.

Roger Williamson ( Ashby de la Zouch, Leicestershire, 2 de febrero de 1948-Zandvoort, 29 de julio de 1973) fue piloto de automovilismo británico, que falleció durante el Gran Premio de los Países Bajos de 1973, su segunda carrera en la Fórmula 1.

## Carrera
Hijo de un propietario de un taller mecánico, Williamson heredó de su padre el gusto por la velocidad, ya que él era piloto de motocicletas. Sin embargo, Roger sentía una mayor atracción por los automóviles. Su padre le construyó un kart muy competitivo, con el cual ganó diversos campeonatos de karting, a pesar de las dificultades económicas que encontró su familia.
Más adelante, tras conocer a quien sería su representante, Williamson ganó el Campeonato Británico de Fórmula 3 en 1971 y 1972. En 1973, al piloto se le ofreció la posibilidad de debutar en Fórmula 1 con la escudería March Engineering. En su primera carrera, el Gran Premio de Gran Bretaña de 1973, no pudo acabar la carrera debido a una colisión con otro piloto. Su segunda carrera fue el Gran Premio de los Países Bajos, en el Circuito de Zandvoort, que había vuelto a la Fórmula 1 tras ser apartado del calendario del año previo para ser sometido a mejoras de seguridad, que incluían el reasfaltado del circuito, la adición de nuevas barreras y la creación de una torre de vigilancia del circuito. Sin embargo, estas medidas no fueron capaces de evitar la muerte del piloto.

### Muerte
Durante la carrera, uno de los neumáticos de Williamson sufrió un reventón, perdiendo así el control del vehículo. El coche impactó contra las barreras a alta velocidad, siendo catapultado a una distancia de 275 metros por la pista para acabar finalmente boca abajo contra las barreras del otro lado del circuito, después de que el depósito de combustible se incendiase debido al roce contra el suelo. David Purley, amigo de Williamson, salió de su propio coche en un intento desesperado de salvar al piloto accidentado. Williamson no había sido herido de gravedad, y se lo llegó a oír gritando a Purley que lo sacara del coche, mientras Purley intentaba en vano voltear el coche volcado.

En principio, los comentaristas de la televisión neerlandesa, el control de carrera y algunos otros pilotos asumieron que fue el coche de David el que sufrió el accidente, y que el piloto había escapado indemne, lo cual resultó en que la carrera prosiguió con total normalidad.
Los comisarios de la esquina donde había ocurrido el accidente estaban mal entrenados y equipados, de modo que fue el propio Purley quien debió usar el extintor para tratar de apagar el fuego. La vestimenta de los comisarios no era ignífuga, de modo que éstos se limitaron a esperar a que llegase el camión de bomberos mientras la carrera seguía en progreso. El fuego fue relativamente débil durante tres minutos, tiempo suficiente para voltear el coche y sacar a Williamson, pero Purley no podía hacerlo solo. En lo que ha sido considerado como el aspecto más impactante del incidente, uno de los comisarios intentó alejar a Purley de allí mientras Williamson permanecía atrapado e indefenso. Algunos espectadores, ante la indiferencia de los comisarios, intentaron saltar las vallas de seguridad y entrar al circuito, pero les fue impedido por el personal de seguridad, que empleó perros.
Para cuando el camión de bomberos llegó, Williamson había muerto. Los comisarios se limitaron a colocar un manto blanco sobre los restos del coche y dejar que continuara la carrera.
La pérdida de Williamson fue representativa de las muertes o lesiones de muchos pilotos de la época, y fue la primera vez que un evento tan trágico era retransmitido por televisión para un público tan amplio. El accidente puso de manifiesto las deficiencias de la seguridad de los Grandes Premios. Niki Lauda declaró tras la carrera que se sentía "extremadamente triste y culpable" de que nadie hubiese podido o querido ayudar a Purley.
Varias fotografías de las tomadas por Cor Mooji de los intentos de David Purley por salvar a Williamson obtuvieron el premio World Press Photo de deportes en 1974. En 2003, el trigésimo aniversario de su accidente mortal, una estatua en bronce de Williamson fue erigida en el circuito de Donington Park, en la localidad natal del piloto. Tom Wheatcroft, quien había apoyado económicamente a Williamson durante buena parte de su carrera, describió el día de la muerte de Williamson como "el día más triste de toda mi vida".

## Resultados

### Fórmula 1
| Año  | Escudería             | 1   | 2   | 3   | 4   | 5   | 6   | 7   | 8   | 9       | 10      | 11  | 12  | 13  | 14  | 15  | Pos. | Puntos |
| ---- | --------------------- | --- | --- | --- | --- | --- | --- | --- | --- | ------- | ------- | --- | --- | --- | --- | --- | ---- | ------ |
| 1973 | STP March Racing Team | ARG | BRA | RSA | ESP | BEL | MON | SWE | FRA | GBR Ret | NED Ret | GER | AUT | ITA | CAN | USA | NC   | 0      |